# NGC 1372
NGC 1372 je galaksija u zviježđu Eridan.

## Vanjske poveznice
- SEDS: NGC 1372